# Smadav
Smadav (zapis stylizowany: SMADAV) – program antywirusowy rozwijany przez Smadsoft (Smadav Software) z Indonezji, zorientowany na lokalne formy szkodliwego kodu. Program powstał w 2006 roku, a jego twórcą jest Zainuddin Nafarin.
Smadav służy jako dodatkowa warstwa zabezpieczająca oraz narzędzie do ochrony i czyszczenia pamięci przenośnych USB. W założeniu ma być instalowany obok innego programu antywirusowego, choć może również funkcjonować samodzielnie. Jest dostępny w wersji Pro oraz w bezpłatnym wydaniu o ograniczonej funkcjonalności.
Użytkownicy programu pochodzą głównie z krajów Azji Południowo-Wschodniej i Afryki. Smadav należy do najczęściej używanych programów zabezpieczających w Indonezji, obok innych lokalnych aplikacji, takich jak ANSAV czy skaner PCMAV, udostępniany dawniej na łamach magazynu PCMedia.